# ألم نفسي
الألم النفسي أو الشدة النفسية أو الشدة العاطفية، هو شعور بغيض (أو معاناة) ينشأ من أصل نفسي وليس جسدي. وصفه إدوين إس. شنايدمان، وهو رائد في مجال دراسة السلوك الانتحاري، بأنه «حجم الأذى الذي يتعرّض له الإنسان. إنها معاناة ذهنية؛ عذاب ذهني». هناك العديد من الطرق التي تدلّ على معنى الألم النفسي، وعادًة ما يعكس استخدام كلمة مختلفة عن تلك التركيز على جانب معين من الحالة الذهنية. تشمل المصطلحات التقنية مصطلح «ألغوسايكاليا» و«سايكالجيا»، ولكن قد يطلق عليه أيضًا مصطلح الشدة الذهنية أو الشدة العاطفية أو الألم النفسي أو الألم الاجتماعي أو الألم الروحي أو المعاناة. على الرغم من أن هذه المصطلحات ليست مترادفة بشكل واضح، فقد خلصت مقارنة منهجية واحدة لنظريات ونماذج الألم النفسي والشدة النفسية والشدة العاطفية والمعاناة إلى أن كل مصطلح مما سبق يصف الشعور البغيض ذاته بشكل عميق. ويُعتقد بأن الألم النفسي هو جانب لا مفر منه من جوانب الوجود الإنساني.
توجد أوصاف أخرى للألم النفسي مثل أنه «مجموعة واسعة من التجارب الذاتية التي تتميز بأنها بمثابة إدراك للتغيرات السلبية التي تتعرض لها الذات والتي تؤثر على وظائفها، والتي تُرافقها مشاعر سلبية»، أو بأنه «تجربة ذاتية منتشرة ... مختلفة عن الألم الجسدي الممكن تحديده في كثير من الأحيان إذ أنه يرتبط بمنبهات جسدية ضارّة»، أو «شعور دائم وغير مُستدام وبغيض ينتج عن التقييم السلبي لعجز أو خلل في الذات».

## المُسبّبات
يُعتقد بأن صفة «نفسي» تشمل وظائف المعتقدات والأفكار والمشاعر والسلوكيات، والتي يمكن اعتبارها مؤشرًا على العديد من مصادر الألم النفسي. وضع شنايدمان طريقة لتجميع هذه المصادر المختلفة للألم، إذ ذكر بأن الألم النفسي هو نتيجة عن حاجات نفسية مكبوتة. على سبيل المثال، الحاجة إلى الحب والاستقلالية والانتماء والإنجاز، أو الحاجة إلى تجنب الأذى أو العار أو الإحراج. كان هنري موريه أوّل من قام بوصف الحاجات النفسية في عام 1938 على أنها حاجات تُحفّز السلوك البشري. أكّد شنايدمان على أن البشر يقيّمون أهمية كل حاجة بشكل مختلف، وهذا يُفسّر سبب اختلاف مستوى الألم النفسي بينهم عند مواجهتهم الحاجات المكبوتة. يتوافق هذا مع منظور الحاجات في وصف باتريك ديفيد وول للألم الجسدي والذي يقول فيه بأن الألم الجسدي يُشير إلى حالة احتياج أكثر من أنه مجرد تجربة شعورية.
في مجالات علم النفس الاجتماعي وعلم نفس الشخصية، يُستخدم مصطلح الألم الاجتماعي للدلالة على الألم النفسي الناجم عن الأذى أو التهديد للتواصل الاجتماعي؛ إذ تُعتبر مشاعر الحرمان والإحراج والعار والأذى أنواع فرعية من الألم الاجتماعي. من منظور تطوري، يفرض الألم النفسي تقييم المشكلات الاجتماعية الحقيقية أو المُحتملة، والتي قد تقلل من كفاءة الفرد للبقاء على قيد الحياة. تُبيّن الطريقة التي نعرض بها آلامنا النفسية اجتماعيًا (على سبيل المثال، البكاء أو الصراخ أو الشكوى) الهدف الذي يُظهر أننا في حاجة.

## الألم العاطفي في اضطراب الشخصية الحدي
منذ فترة طويلة يُعتقد بأن اضطراب الشخصية الحدي (BPD) هو الاضطراب النفسي الوحيد الذي يتسبب في الألم العاطفي الأكثر شدة والمعاناة والضيق لدى أولئك الذين يعانون من هذه الحالة. أظهرت الدراسات أن مرضى الاضطراب الحدي يعانون من ألم عاطفي شديد ومزمن وعذاب ذهني. قد يشعر مرضى الاضطراب الحدي بمشاعر سلبية، ويعانون من المرارة الشديدة عوضًا عن الحزن والعار والإذلال بدلاً من الإحراج المعتدل، والحنق بدلاً من الانزعاج، والذُعر بدلاً من التوتر. الأشخاص المصابون باضطراب الشخصية الحدي ((BPD يمتلكون حساسية بشكل خاص لمشاعر الرفض والعزلة والفشل الملموس. وقد شهد كل من الأطباء والعلمانيين على حد سواء المحاولات اليائسة للهروب من هذه التجارب الداخلية الذاتية لهؤلاء المرضى. إن مرضى الاضطراب الحدي يعانون من انفعال شديد، وغالبًا ما تكون محاولاتهم لتخفيف تلك المعاناة يائسة جدًا أو مُدمِرة لذاتهم أو غير ذلك، من إنفاق قهري والمقامرة والإدمان على الجنس وإتباع سلوك عدواني عنيف وممارسة الجنس الغير شرعي وسلوكيات جنسية منحرفة مع محاولات يائسة للنجاة من هذا كله. تمّ دراسة الألم الداخلي النفسي الذي يعاني منه مرضى اضطراب الشخصية الحدي (BPD) ومقارنته مع الضوابط الصحية الطبيعية إلى جانب مقارنته مع مرضى آخرين ممن يعانون من الاكتئاب الرئيسي واضطراب ثنائي القطب واضطراب تعاطي المواد (إدمان الاستهلاك) والانفصام واضطرابات الشخصية بالإضافة إلى مجموعة من الحالات الأخرى. تُعتبر التجربة الداخلية المؤلمة بشكل لا يُطاق للمريض الحدي تجربة فريدة من نوعها ومُربكة. في التقارير السريرية، يُقدّر معدل انتحار المرضى الذين يعانون من اضطراب الشخصية الحدي بنحو 10٪، وهو معدل أكبر بكثير من معدّل المرضى الإجمالي وما يزال أكبر بكثير من المرضى المصابين بانفصام الشخصية واضطراب ثنائي القطب. ومع ذلك، بما أن 60إلى 70 ٪ من المرضى الذين يعانون من اضطراب الشخصية الحدي يقومون بمحاولات انتحارية؛ فإن محاولات الانتحار تكون متكررة أكثر بكثير من حالات الانتحار الفعلية عندهم.
تُميّز حالات الانزعاج الشديد التي يعاني منها المرضى المصابين باضطراب الشخصية الحدي (BPD) بشكل منتظم أكثر من أولئك الذين يعانون من اضطرابات شخصية أخرى والاكتئاب الرئيسي واضطراب ثنائي القطب وجميع حالات الاضطرابات ضمن المحور الأول والثاني المعروفة. في إحدى الدراسات، عُثِر على خمسة وعشرين حالة انزعاج شديد (يؤثر في الغالب) لتكون أكثر شيوعًا بين المرضى الذين يعانون من الاضطراب الحدي من الضوابط الأخرى. عُثر على 25 حالة انزعاج شديد (معظمها من الإدراك) لتكون أكثر شيوعًا بشكل ملحوظ بين مرضى الاضطراب الحدي من الضوابط ومحددة أكثر. تميل هذه الحالات إلى الوقوع في واحدة من أربع مجموعات: (1) المشاعر الشديدة، (2) التدمير أو التدمير الذاتي، (3) التشظي أو «انعدم الهوية»، و (4) الإيذاء. بالإضافة إلى ذلك، كانت ثلاث من تلك الحالات الأكثر تحديدًا (الشعور بالخيانة، مثل إيذاء النفس، وفقدان السيطرة بالكامل)، عند حدوثها معًا، تكون مرتبطة بشكل خاص باضطراب الشخصية الحدي. على نفس القدر من الأهمية، فإن متوسط درجة تأثير الانزعاج تُميز بشكل صحيح بين اضطراب الشخصية الحدي وبين اضطرابات شخصية الأخرى واضطرابات المزاج مثل اضطراب ثنائي القطب والاكتئاب الرئيسي واضطرابات القلق لدى 84٪ من الأشخاص. بجمعها سويًة، تشير نتائج هذه الدراسة إلى أن الألم الذاتي لمرضى اضطراب الشخصية الحدي قد يكون أكثر انتشارًا ومتعدد الأوجه عما كان مُعترفًا به في السابق، وأن «السعة» الكُليّة (أو الشدة) لهذا الألم قد تكون علامة جيدة بشكل خاص على تشخيص الإصابة باضطراب الشخصية الحدي.